# Begonia sect. Parvibegonia
Begonia secc. Parvibegonia es una sección del género Begonia, perteneciente a la familia de las begoniáceas, a la cual pertenecen las siguientes especies:

## Especies
| - Begonia aliciae - Begonia andamensis - Begonia brevicaulis - Begonia canarana - Begonia carnosula - Begonia crenata - Begonia demissa - Begonia discreta - Begonia elisabethae - Begonia flaccidissima - Begonia grantiana - Begonia grata - Begonia integrifolia - Begonia martabanica | - Begonia parishii - Begonia phoeniogramma - Begonia procridifolia - Begonia rimarum - Begonia rupicola - Begonia sinuata - Begonia socia - Begonia tenuifolia - Begonia thaipingensis - Begonia vagans - Begonia variabilis - Begonia wattii - Begonia zollingeriana |